# Абін
Абін адиг. Абын — від абаз. абна — «ліс») — річка, права притока Адагуму, впадає у Варнавінське водосховище. Має витоки з пасма Коцехур. Його довжина становить 81 км. Площа басейну — 484 км². Притоки — річки Адегой, Кручена. Басейн річки Кубань.
Над річкою Абін розташовані: місто Абінськ, станиці Шапсузька, Ериванська.

## Визначні пам'ятки
У верхів'ях Абіна цікаві скелі Старомінгрельські Монастирі, а у злиття річок Абіна і Крученої — дольмени.